# A Skeletal Domain
A Skeletal Domain è il tredicesimo album discografico in studio del gruppo musicale death metal statunitense Cannibal Corpse, pubblicato nel 2014.

## Tracce
1. High Velocity Impact Spatter – 4:06 (testo: Mazurkiewicz – musica: O'Brien)
2. Sadistic Embodiment – 3:17 (testo: Mazurkiewicz – musica: O'Brien)
3. Kill or Become – 3:50 (testo: Barrett – musica: Barrett)
4. A Skeletal Domain – 3:38 (testo: Mazurkiewicz – musica: O'Brien)
5. Headlong into Carnage – 3:01 (testo: Webster – musica: Webster)
6. The Murderer's Pact – 5:05 (testo: Webster – musica: Webster)
7. Funeral Cremation – 3:41 (testo: Mazurkiewicz – musica: O'Brien)
8. Icepick Lobotomy – 3:16 (testo: Barrett – musica: Barrett)
9. Vector of Cruelty – 3:25 (testo: Webster – musica: Webster)
10. Bloodstained Cement – 3:41 (testo: Webster – musica: Webster)
11. Asphyxiate to Resuscitate – 3:47 (testo: Mazurkiewicz – musica: Barrett, Mazurkiewicz)
12. Hollowed Bodies – 3:05 (testo: Mazurkiewicz – musica: O'Brien)

## Formazione
- George "Corpsegrinder" Fisher – voce
- Pat O'Brien – chitarre
- Rob Barrett – chitarra
- Alex Webster – basso
- Paul Mazurkiewicz – batteria